# Lago Revelli
Il lago Revelli è un piccolo lago alpino situato a 2029 m s.l.m. nelle Alpi Liguri, in comune di Ormea. Si trova nell'alta valle del Corsaglia, poco a nord della Cima delle Roccate.

## Descrizione

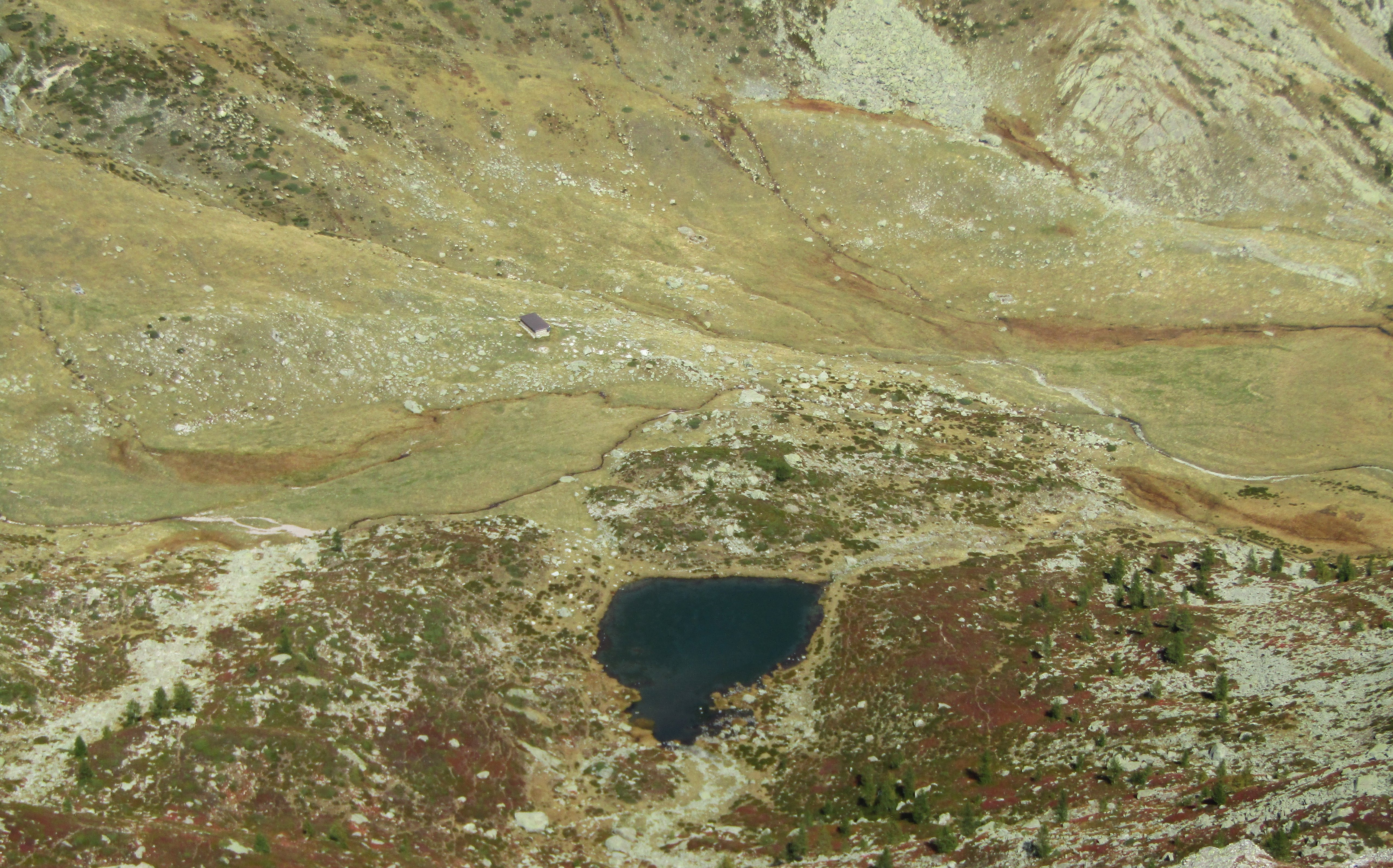
La conca del lago con il bivacco Cavarero

Lo specchio d'acqua è situato in Val Corsaglia a 2029 m di quota, alla testata della vallata. Si colloca all'interno di una conca contornata da varie cime di altezza compresa tra i 2300 e i 2500 metri. Poco lontano dal lago si trovano una zona acquitrinosa e la Rocca della Sella (2040 m), a nord-est dello specchio d'acqua. Il suo emissario è il Rio Revelli, il principale ramo sorgentizio del Corsaglia. A sud della conca lacustre passa la costiera montuosa che divide la Val Corsaglia dall'Alta Val Tanaro, e in particolare il tratto di spartiacque che comprende il Monte Rotondo, il Bric di Conoia, la cima delle Roccate e il caratteristico Pizzo d'Ormea.
Il piccolo bacino ospita una vegetazione palustre con predominanza di Carex fusca.
Nei pressi del lago si trova il Bivacco Franco Cavarero, dedicato a un alpinista monregalese deceduto nel 1963 presso il Mondolè

## Geologia
La conca che ospita il lago venne scavata dell'antico ghiacciaio che percorreva la Val Corsaglia . La depressione è formata da besimauditi, rocce a struttura porfirica tipiche delle montagne del Piemonte sud-occidentale.

## Escursionismo
Il lago può essere raggiunto per sentiero da Ponte Murao presso Bossea, in val Corsaglia, seguendo il fondovalle, oppure dalla Val Tanaro, passando per la Colla del Pizzo o per il Bocchino dell'Aseo.